# Agnès Letestu
Agnès Letestu (* 1. Februar 1971) ist eine französische Balletttänzerin. Sie hat den Rang einer danseuse étoile beim Ballett der Pariser Oper.

## Leben
Letestu erhielt im Alter von 8 Jahren ersten Ballettunterricht. 1983 trat sie der Ballettschule der Pariser Oper bei und wurde 1987 Mitglied im corps de ballet der Pariser Oper. 1993 wurde sie zur Ersten Solotänzerin und am 31. Oktober 1997 nach einer Schwanensee-Vorstellung zur danseuse étoile (höchster Ehrentitel für Tänzer an der Pariser Oper) ernannt. Ende Oktober 2013 nahm sie mit dem Ballett Die Kameliendame ihren offiziellen Abschied von der Pariser Oper und arbeitet seitdem als selbständige Tänzerin. Ihr Repertoire umfasst nahezu sämtliche Haupt- und Titelrollen des klassischen und modernen Balletts.
Einige moderne Choreografen haben Werke eigens für sie kreiert, darunter William Forsythe (Pas/parts), Roland Petit (Debussy pour 7 danseurs, Passacaille), José Montalvo (Le rire de la lyre) und Jean Grand-Maitre (Eja Mater).
Sie erhielt Einladungen als Lehrerin und Ballettmeisterin an verschiedene bedeutende Opernhäuser, darunter die Pariser Oper, das Teatro dell’Opera di Roma und das Chinesische Nationalballett.
Letestu arbeitet auch als Kostümbildnerin. Sie hat unter anderem für Mi favorita, Delibes Suite und Scaramouche (Choreografien ihres Kollegen José Carlos Martínez für die Pariser Oper und die Compañía Nacional de Danza in Madrid) die Kostüme entworfen.

## Preise und Auszeichnungen
- 1989: Grand Prix de l'Eurovision des jeunes danseurs[3]
- 1990: Goldmedaille beim Internationalen Ballettwettbewerb Varna[6]
- 1991: Prix de Danse des Cercle Carpeaux[7]
- 1992: Prix de l'AROP
- 1999: Prix Danza&Danza[8]
- 2004: Prix Léonide Massine
- 2006: Prix Benois de la Danse[9]
- 2006: Ordre national du Mérite (Ritter)[10]
- 2016: Ordre national du Mérite (Offizier)[10]
- 2009: Ritter der Ehrenlegion[11]
- 2017: Ordre des Arts et des Lettres (Komtur)[12]

## Filmografie (Auswahl)
- Jewels (Ballettproduktion der Pariser Oper, 2000)
- Paquita (Ballettproduktion der Pariser Oper, 2003)
- Swan Lake (Ballettproduktion der Pariser Oper, 2005)
- Chopin: La Dame aux Camélias (Ballettproduktion der Pariser Oper, 2008)